# Sølvgades Kaserne
Sølvgades Kaserne er en tidligere kaserne i København opført 1763-1771 ved arkitekten Nicolas-Henri Jardin. I 1926 overtog DSB kasernen som administrationsbygning. Byggeriet består af to hovedfløje i kælderen og fem etager mod Sølvgade og Øster Voldgade. I hjørnet er de knyttet sammen med et portparti. Derudover er der to sidefløje.
DSB har i 2012 solgt bygningerne til Ejendomsselskabet Norden, der efterfølgende udviklede Kasernen til knap 500 studieboliger.
På planen over anlægget kan man se, at de to hovedfløje – "Voldfløjen" til venstre og "Sølvfløjen" til højre – danner to modstående "F"-er. Om det var bevidst fra arkitektens side, ved man ikke, men sandsynligheden taler for, at det er en henvisning til kong Frederik V, som var konge, da byggeriet blev indledt. Over indgangsportalen finder man til gengæld kongernes Christian VII og Christian X's monogrammer. Christian Carl Pflueg var Jardins konduktør, mens den skulpturelle udsmykning er udført af Carl Frederik Stanley.
Bygningerne blev fredet i 1918. Sølvgade Kaserne er i 2017 blevet omdannet til attraktive studieboliger. Over Byen Arkitekter har været arkitekter på hele omdannelsesprocessen for bygherre EjendomsSelskabet Norden.